# بلات (حوسبة)
بلات خوارزمية للتراصف التسلسلي تشبه بلاست طورت في سنوات 2000 لوصف الجينوم البشري.